# Skilanglauf-Scandinavian-Cup 2011/12
Der Skilanglauf-Scandinavian-Cup 2011/12 war eine von der FIS organisierte Wettkampfserie, die am 16. Dezember 2011 in Vuokatti begann und am 12. Februar 2012 in Albu endete.

## Männer

### Resultate
| 1. Scandinavian Cup in Vuokatti, 16. bis 18. Dezember 2011 | 1. Scandinavian Cup in Vuokatti, 16. bis 18. Dezember 2011 | 1. Scandinavian Cup in Vuokatti, 16. bis 18. Dezember 2011 | 1. Scandinavian Cup in Vuokatti, 16. bis 18. Dezember 2011 | 1. Scandinavian Cup in Vuokatti, 16. bis 18. Dezember 2011 |
| ---------------------------------------------------------- | ---------------------------------------------------------- | ---------------------------------------------------------- | ---------------------------------------------------------- | ---------------------------------------------------------- |
| Datum                                                      | Disziplin                                                  | Erster Platz                                               | Zweiter Platz                                              | Dritter Platz                                              |
| 16. Dezember 2011                                          | 3,75 km Freistil                                           | Niklas Dyrhaug                                             | Kristian Tettli Rennemo                                    | Anton Lindblad                                             |
| 17. Dezember 2011                                          | 15 km klassisch                                            | Anatoliy Romanov                                           | John Kristian Dahl                                         | Ari Luusua                                                 |
| 18. Dezember 2011                                          | 15 km Freistil                                             | Kristian Tettli Rennemo                                    | Niklas Dyrhaug                                             | Ari Luusua                                                 |

| 2. Scandinavian Cup in Åsarna, 14. und 15. Januar 2012 | 2. Scandinavian Cup in Åsarna, 14. und 15. Januar 2012 | 2. Scandinavian Cup in Åsarna, 14. und 15. Januar 2012 | 2. Scandinavian Cup in Åsarna, 14. und 15. Januar 2012 | 2. Scandinavian Cup in Åsarna, 14. und 15. Januar 2012 |
| ------------------------------------------------------ | ------------------------------------------------------ | ------------------------------------------------------ | ------------------------------------------------------ | ------------------------------------------------------ |
| Datum                                                  | Disziplin                                              | Erster Platz                                           | Zweiter Platz                                          | Dritter Platz                                          |
| 14. Januar 2012                                        | Sprint Freistil                                        | Johan Kjølstad                                         | Jacob Engström                                         | Carl Quicklund                                         |
| 15. Januar 2012                                        | 15 km klassisch                                        | Johan Olsson                                           | Didrik Tønseth                                         | Anders Södergren                                       |

| 3. Scandinavian Cup in Norwegen Nes, 20. und 21. Januar 2012 | 3. Scandinavian Cup in Norwegen Nes, 20. und 21. Januar 2012 | 3. Scandinavian Cup in Norwegen Nes, 20. und 21. Januar 2012 | 3. Scandinavian Cup in Norwegen Nes, 20. und 21. Januar 2012 | 3. Scandinavian Cup in Norwegen Nes, 20. und 21. Januar 2012 |
| ------------------------------------------------------------ | ------------------------------------------------------------ | ------------------------------------------------------------ | ------------------------------------------------------------ | ------------------------------------------------------------ |
| Datum                                                        | Disziplin                                                    | Erster Platz                                                 | Zweiter Platz                                                | Dritter Platz                                                |
| 20. Januar 2012                                              | 15 km Freistil                                               | Fredrik Karlsson                                             | Finn Hågen Krogh                                             | Didrik Tønseth                                               |
| 21. Januar 2012                                              | Sprint klassisch                                             | Timo André Bakken                                            | Niklas Colliander                                            | Ånund Lid Byggland                                           |

| 4. Scandinavian Cup in Madona, 8. und 9. Februar 2012 | 4. Scandinavian Cup in Madona, 8. und 9. Februar 2012 | 4. Scandinavian Cup in Madona, 8. und 9. Februar 2012 | 4. Scandinavian Cup in Madona, 8. und 9. Februar 2012 | 4. Scandinavian Cup in Madona, 8. und 9. Februar 2012 |
| ----------------------------------------------------- | ----------------------------------------------------- | ----------------------------------------------------- | ----------------------------------------------------- | ----------------------------------------------------- |
| Datum                                                 | Disziplin                                             | Erster Platz                                          | Zweiter Platz                                         | Dritter Platz                                         |
| 8. Februar 2012                                       | Sprint Freistil                                       | Kristian Tettli Rennemo                               | Hans Petter Lykkja                                    | Eirik Lorentsen                                       |
| 9. Februar 2012                                       | 30 km Freistil (Massenstart)                          | Fredrik Karlsson                                      | Lars Nelson                                           | Kristian Tettli Rennemo                               |

| 5. Scandinavian Cup in Albu, 11. und 12. Februar 2012 | 5. Scandinavian Cup in Albu, 11. und 12. Februar 2012 | 5. Scandinavian Cup in Albu, 11. und 12. Februar 2012 | 5. Scandinavian Cup in Albu, 11. und 12. Februar 2012 | 5. Scandinavian Cup in Albu, 11. und 12. Februar 2012 |
| ----------------------------------------------------- | ----------------------------------------------------- | ----------------------------------------------------- | ----------------------------------------------------- | ----------------------------------------------------- |
| Datum                                                 | Disziplin                                             | Erster Platz                                          | Zweiter Platz                                         | Dritter Platz                                         |
| 11. Februar 2012                                      | Sprint klassisch                                      | John Kristian Dahl                                    | Pål Golberg                                           | Eirik Lorentsen                                       |
| 12. Februar 2012                                      | 15 km klassisch                                       | John Kristian Dahl                                    | Pål Golberg                                           | Niklas Colliander                                     |

### Gesamtwertung Männer
| Rang | Name                    | Punkte |
| ---- | ----------------------- | ------ |
| 01   | John Kristian Dahl      | 471    |
| 02   | Kristian Tettli Rennemo | 395    |
| 03   | Fredrik Karlsson        | 302    |
| 04   | Didrik Tønseth          | 241    |
| 05   | Niklas Dyrhaug          | 230    |
| 06   | Eirik Lorentsen         | 220    |
| 07   | Jussi Simula            | 217    |
| 08   | Robin Norum             | 184    |
| 09   | Lars Nelson             | 182    |
| 010  | Hans Petter Lykkja      | 175    |
| 011  | Finn Hågen Krogh        | 165    |
| 012. | Pål Golberg             | 160    |
| 013. | Niklas Colliander       | 159    |
| 014. | Anders Tettli Rennemo   | 158    |
| 015. | Jörgen Braathen         | 150    |
| 016. | Ari Luusua              | 140    |
| 017. | Timo Andre Bakken       | 139    |
| 018. | Ronny Fredrik Ansnes    | 122    |
| 019. | Mikko Koutaniemi        | 116    |
| 019. | Andreas Myran Steen     | 116    |
| 021. | Snorri Einarsson        | 114    |
| 022. | Markus Ottosson         | 109    |
| 023. | Johan Kjølstad          | 100    |
| 023. | Johan Olsson            | 100    |
| 023. | Anatoliy Romanov        | 100    |
| 026. | Ånund Lid Byggland      | 98     |
| 027. | Eivind Bakkene          | 92     |
| 028. | Gustav Nordström        | 90     |
| 029. | Kari Varis              | 85     |
| 030. | Øyvind Moen Fjeld       | 82     |
| 030. | Emil Iversen            | 82     |
| 030. | Anton Lindblad          | 82     |
| 033. | Torgeir Skare Thygesen  | 81     |
| 034. | Jens Eriksson           | 80     |
| 035. | Torjus Børsheim         | 76     |
| 035. | Per Kristian Nygaard    | 76     |
| 037. | Viktor Romanow          | 74     |
| 037. | Pawel Sjulatow          | 74     |
| 039. | Haakon Mikalsen         | 73     |
| 040. | Juha-Matti Mikkolainen  | 66     |
| 041. | Öyvind Gløersen         | 64     |
| 042. | Anders Södergren        | 60     |
| 043. | Michael Sinnott         | 56     |
| 044. | Kent Ove Clausen        | 55     |
| 044. | Mikael Norberg          | 55     |

| Rang | Name                    | Punkte |
| ---- | ----------------------- | ------ |
| 046. | Juho Mikkonen           | 54     |
| 047. | Graham Nishikawa        | 51     |
| 048. | Martin Hammer           | 50     |
| 048. | Siim Sellis             | 50     |
| 050. | Martin Johansson        | 46     |
| 050. | Tero Similä             | 46     |
| 050. | Morten Vannebo          | 46     |
| 050. | Philip Widmer           | 46     |
| 054. | Jörgen Brink            | 45     |
| 054. | Arne Post               | 45     |
| 056. | Andrew Musgrave         | 42     |
| 057. | Lasse Paakkonen         | 40     |
| 058. | Daniel Myrmæl Helgestad | 38     |
| 059. | Petter Eliassen         | 36     |
| 059. | Tomas Northug           | 36     |
| 061. | Ole-Marius Bach         | 34     |
| 061. | Myroslav Bilosyuk       | 34     |
| 061. | Heikki Palosaari        | 34     |
| 064. | Gustav Eriksson         | 33     |
| 065. | Eivind Klemön           | 32     |
| 065. | Vitaliy Shtun           | 32     |
| 065. | Tiio Söderhielm         | 32     |
| 068. | Tord Asle Gjerdalen     | 27     |
| 068. | Hans Christer Holund    | 27     |
| 068. | Martti Jylhä            | 27     |
| 068. | Janne Mononen           | 27     |
| 072. | Johan Eriksson          | 26     |
| 072. | Mathias Fredriksson     | 26     |
| 074. | Erik Øvsthus Bakkejord  | 25     |
| 075. | Mathias Rundgreen       | 24     |
| 076. | Michael Somppi          | 23     |
| 077. | Erlend Hoff             | 22     |
| 077. | Simen Lanes             | 22     |
| 077. | Emil Nyeng              | 22     |
| 077. | Pontus Olsson           | 22     |
| 077. | Oleksiy Shvidkiy        | 22     |
| 077. | Erik Silfver            | 22     |
| 083. | Sondre Turvoll Fossli   | 20     |
| 083. | Anton Karlsson          | 20     |
| 085. | Perttu Hyvarinen        | 19     |
| 085. | Marko Kilp              | 19     |
| 085. | Hallvard Molan Nydal    | 19     |
| 088. | Toni Ketelä             | 18     |
| 088. | Magnus Moholt           | 18     |
| 088. | Martin Løwstrøm Nyenget | 18     |

| Rang | Name                   | Punkte |
| ---- | ---------------------- | ------ |
| 088. | Anton Sjöholm          | 18     |
| 092. | Brian McKeever         | 17     |
| 092. | Jesse Väänänen         | 17     |
| 094. | Timo Simonlatser       | 16     |
| 094. | Sindre Bjørnestad Skar | 16     |
| 094. | Lars Suther            | 16     |
| 094. | Eirik Telebond         | 16     |
| 098. | Harald Berge           | 15     |
| 098  | Carl Quicklund         | 15     |
| 098. | Petter Soleng Skinstad | 15     |
| 101. | Kein Einaste           | 14     |
| 101. | Antti Lampinen         | 14     |
| 103. | Ola Berg Fines         | 13     |
| 103. | Thomas Vestbö          | 13     |
| 105. | Anders Högberg         | 12     |
| 106. | Espen Udjus Frorud     | 11     |
| 106. | Ildar Safin            | 11     |
| 108. | Tore Björseth Berdal   | 10     |
| 108. | Jonas Austmo Kolstad   | 10     |
| 108. | Anti Saarepuu          | 10     |
| 111. | Antti Häkämies         | 9      |
| 111. | John Christian Hanssen | 9      |
| 111. | Simon Persson          | 9      |
| 114. | Teemu Harkonen         | 8      |
| 114. | Fredrik Jonsson        | 8      |
| 114. | Morten Priks           | 8      |
| 114. | Daniel Rickardsson     | 8      |
| 118. | Ristomatti Hakola      | 7      |
| 118. | Kristian Riseth Hammer | 7      |
| 118. | Adam Johansson         | 7      |
| 118. | Jari Joutsen           | 7      |
| 118. | Kusti Kittilä          | 7      |
| 123. | Eno Vahtra             | 6      |
| 124. | Chris Jespersen        | 5      |
| 124. | Kalle Lassila          | 5      |
| 126. | Iwan Bilossjuk         | 4      |
| 126. | Espen Kveli            | 4      |
| 126. | Morten Harjo Pettersen | 4      |
| 129. | Svein Halvor Dahl      | 3      |
| 129. | Eirik Kurland Olsen    | 3      |
| 131. | Espen Harald Bjerke    | 2      |
| 131. | Joachim Gustafsson     | 2      |
| 131. | Rolands Puzulis        | 2      |
| 131. | Simen Andreas Sveen    | 2      |
| 135. | Ruslan Perechoda       | 1      |

## Frauen

### Resultate
| 1. Scandinavian Cup in Vuokatti, 16. bis 18. Dezember 2011 | 1. Scandinavian Cup in Vuokatti, 16. bis 18. Dezember 2011 | 1. Scandinavian Cup in Vuokatti, 16. bis 18. Dezember 2011 | 1. Scandinavian Cup in Vuokatti, 16. bis 18. Dezember 2011 | 1. Scandinavian Cup in Vuokatti, 16. bis 18. Dezember 2011 |
| ---------------------------------------------------------- | ---------------------------------------------------------- | ---------------------------------------------------------- | ---------------------------------------------------------- | ---------------------------------------------------------- |
| Datum                                                      | Disziplin                                                  | Erster Platz                                               | Zweiter Platz                                              | Dritter Platz                                              |
| 16. Dezember 2011                                          | 2,5 km Freistil                                            | Riitta-Liisa Roponen                                       | Martine Ek Hagen                                           | Kari Øyre Slind                                            |
| 17. Dezember 2011                                          | 10 km klassisch                                            | Martine Ek Hagen                                           | Britt Ingunn Nydal                                         | Sara Lindborg                                              |
| 18. Dezember 2011                                          | 10 km Freistil                                             | Riitta-Liisa Roponen                                       | Maria Nysted Grønvoll                                      | Britt Ingunn Nydal                                         |

| 2. Scandinavian Cup in Åsarna, 14. und 15. Januar 2012 | 2. Scandinavian Cup in Åsarna, 14. und 15. Januar 2012 | 2. Scandinavian Cup in Åsarna, 14. und 15. Januar 2012 | 2. Scandinavian Cup in Åsarna, 14. und 15. Januar 2012 | 2. Scandinavian Cup in Åsarna, 14. und 15. Januar 2012 |
| ------------------------------------------------------ | ------------------------------------------------------ | ------------------------------------------------------ | ------------------------------------------------------ | ------------------------------------------------------ |
| Datum                                                  | Disziplin                                              | Erster Platz                                           | Zweiter Platz                                          | Dritter Platz                                          |
| 14. Januar 2012                                        | Sprint Freistil                                        | Stina Nilsson                                          | Sofia Henriksson                                       | Evelina Settlin                                        |
| 15. Januar 2012                                        | 10 km klassisch                                        | Martine Ek Hagen                                       | Sara Lindborg                                          | Sofia Bleckur                                          |

| 3. Scandinavian Cup in Norwegen Nes, 20. und 21. Januar 2012 | 3. Scandinavian Cup in Norwegen Nes, 20. und 21. Januar 2012 | 3. Scandinavian Cup in Norwegen Nes, 20. und 21. Januar 2012 | 3. Scandinavian Cup in Norwegen Nes, 20. und 21. Januar 2012 | 3. Scandinavian Cup in Norwegen Nes, 20. und 21. Januar 2012 |
| ------------------------------------------------------------ | ------------------------------------------------------------ | ------------------------------------------------------------ | ------------------------------------------------------------ | ------------------------------------------------------------ |
| Datum                                                        | Disziplin                                                    | Erster Platz                                                 | Zweiter Platz                                                | Dritter Platz                                                |
| 20. Januar 2012                                              | 10 km Freistil                                               | Martine Ek Hagen                                             | Laura Mononen                                                | Maren Wangensteen                                            |
| 21. Januar 2012                                              | Sprint klassisch                                             | Stina Nilsson                                                | Kathrine Harsem                                              | Barbro Kvåle                                                 |

| 4. Scandinavian Cup in Madona, 8. und 9. Februar 2012 | 4. Scandinavian Cup in Madona, 8. und 9. Februar 2012 | 4. Scandinavian Cup in Madona, 8. und 9. Februar 2012 | 4. Scandinavian Cup in Madona, 8. und 9. Februar 2012 | 4. Scandinavian Cup in Madona, 8. und 9. Februar 2012 |
| ----------------------------------------------------- | ----------------------------------------------------- | ----------------------------------------------------- | ----------------------------------------------------- | ----------------------------------------------------- |
| Datum                                                 | Disziplin                                             | Erster Platz                                          | Zweiter Platz                                         | Dritter Platz                                         |
| 8. Februar 2012                                       | Sprint Freistil                                       | Kjersti Bø                                            | Kathrine Harsem                                       | Martine Ek Hagen                                      |
| 9. Februar 2012                                       | 15 km Freistil (Massenstart)                          | Martine Ek Hagen                                      | Marte Monrad-Hansen                                   | Astrid Øyre Slind                                     |

| 5. Scandinavian Cup in Albu, 11. und 12. Februar 2012 | 5. Scandinavian Cup in Albu, 11. und 12. Februar 2012 | 5. Scandinavian Cup in Albu, 11. und 12. Februar 2012 | 5. Scandinavian Cup in Albu, 11. und 12. Februar 2012 | 5. Scandinavian Cup in Albu, 11. und 12. Februar 2012 |
| ----------------------------------------------------- | ----------------------------------------------------- | ----------------------------------------------------- | ----------------------------------------------------- | ----------------------------------------------------- |
| Datum                                                 | Disziplin                                             | Erster Platz                                          | Zweiter Platz                                         | Dritter Platz                                         |
| 11. Februar 2012                                      | Sprint klassisch                                      | Maria Nysted Grønvoll                                 | Kari Vikhagen Gjeitnes                                | Laura Mononen                                         |
| 12. Februar 2012                                      | 10 km klassisch                                       | Eva Svensson                                          | Maria Nysted Grønvoll                                 | Laura Mononen                                         |

### Gesamtwertung Frauen
| Rang | Name                   | Punkte |
| ---- | ---------------------- | ------ |
| 01   | Martine Ek Hagen       | 660    |
| 02   | Maria Nysted Grønvoll  | 380    |
| 03   | Britt Ingunn Nydal     | 340    |
| 04   | Astrid Øyre Slind      | 309    |
| 05   | Laura Mononen          | 301    |
| 05   | Eva Svensson           | 301    |
| 07   | Kari Vikhagen Gjeitnes | 278    |
| 08   | Maija Hakala           | 256    |
| 09   | Kathrine Harsem        | 240    |
| 10   | Marte Monrad-Hansen    | 224    |
| 10   | Stina Nilsson          | 224    |
| 012. | Sara Lindborg          | 214    |
| 013. | Kjersti Bö             | 207    |
| 014. | Riitta-Liisa Roponen   | 200    |
| 015. | Ragnhild Haga          | 195    |
| 015. | Emma Wiken             | 195    |
| 017. | Tuva Toftdahl Staver   | 183    |
| 018. | Kari Øyre Slind        | 152    |
| 019. | Silja Tarvonen         | 142    |
| 020. | Anna Simberg           | 128    |
| 021. | Silje Øyre Slind       | 126    |
| 022. | Elin Mohlin            | 122    |
| 023. | Magdalena Pajala       | 112    |
| 024. | Kristin Gausen         | 111    |
| 025. | Hilde Lauvhaug         | 110    |
| 026. | Piret Pormeister       | 108    |
| 027. | Lina Korsgren          | 103    |
| 028. | Jennie Öberg           | 97     |
| 029. | Mia Eriksson           | 95     |
| 030. | Helene Söderlund       | 87     |
| 031. | Marjaana Pitkänen      | 83     |
| 032. | Sofia Bleckur          | 72     |
| 033. | Maren Wangensteen      | 69     |

| Rang | Name                   | Punkte |
| ---- | ---------------------- | ------ |
| 034. | Maria Nordström        | 64     |
| 034. | Sara Svendsen          | 64     |
| 036. | Tanja Kauppinen        | 61     |
| 037. | Barbro Kvåle           | 60     |
| 038. | Susanna Saapunki       | 58     |
| 039. | Alysson Marshall       | 52     |
| 040. | Mari Eide              | 50     |
| 041. | Waljanzina Kaminskaja  | 48     |
| 042. | Emilie Kristoffersen   | 46     |
| 042. | Kristin Mürer Stemland | 46     |
| 044. | Synnöve Bruland        | 45     |
| 044. | Rebecca Rorabaugh      | 45     |
| 046. | Jenni Hoylanen         | 43     |
| 047. | Kari Eie               | 36     |
| 048. | Anne Mäkinen           | 35     |
| 049. | Ruut Vahametsa         | 34     |
| 050. | Jenny Hansson          | 32     |
| 050. | Evelina Settlin        | 32     |
| 052. | Astrid Bruland         | 31     |
| 052. | Maria Gräfnings        | 31     |
| 052. | Alana Thomas           | 31     |
| 055. | Terese Andersson       | 30     |
| 056. | Maria Strøm Nakstad    | 29     |
| 056. | Maria Paatero-Kerko    | 29     |
| 056. | Marika Sundin          | 29     |
| 059. | Ann-Mary Ähtävä        | 28     |
| 060. | Laura Alba             | 27     |
| 060. | Anna Svendsen          | 27     |
| 062. | Emma Eriksson          | 23     |
| 063. | Heli Heiskanen         | 22     |
| 064. | Laura Jönsuu           | 21     |
| 065. | Solfried Braathen      | 19     |
| 066. | Liisa Anttila          | 16     |

| Rang | Name                     | Punkte |
| ---- | ------------------------ | ------ |
| 066. | Laila Kveli              | 16     |
| 068. | Elise Aunet Tyldum       | 15     |
| 069. | Britta Johansson Norgren | 13     |
| 069. | Emilia Lindstedt         | 13     |
| 069. | Zoe Roy                  | 13     |
| 072. | Marthe Katrine Myhre     | 11     |
| 073. | Johanna Meyer            | 10     |
| 073. | Terhi Pollari            | 10     |
| 075. | Anne-Tine Markset        | 9      |
| 076. | Lina Hultin              | 8      |
| 076. | Emma Sjölander           | 8      |
| 078. | Emily Hannah             | 7      |
| 078. | Keidy Kütt               | 7      |
| 078. | Tride Stensäter          | 7      |
| 081. | Silje Dahl Benum         | 5      |
| 081. | Satu Heikkilä            | 5      |
| 081. | Silje Wilsgaard          | 5      |
| 084. | Jennie Jirhed            | 4      |
| 084. | Linn Ryen                | 4      |
| 084. | Hanna Seppas             | 4      |
| 087. | Adeele Arnek             | 3      |
| 087. | Tone Sundvor             | 3      |
| 087. | Kati Tammjärv            | 3      |
| 090. | Anne Maren Belsby        | 2      |
| 090. | Sirkka Ehrnrooth         | 2      |
| 090. | Piret Parnik             | 2      |
| 090. | Heidi Raju               | 2      |
| 090. | Heleene Tambet           | 2      |
| 090. | Anette Veerpalu          | 2      |
| 096. | Emma Bergman             | 1      |
| 096. | Mary O Connell           | 1      |
| 096. | Maril Raudsepp           | 1      |